# Jante (Udayapur)
Jante (nep. जाँते) – gaun wikas samiti we wschodniej części Nepalu w strefie Sagarmatha w dystrykcie Udayapur. Według nepalskiego spisu powszechnego z 2001 roku liczył on 405 gospodarstw domowych i 2510 mieszkańców (1250 kobiet i 1260 mężczyzn).